# Surfshark
Surfshark ist ein kommerzieller VPN-Dienst mit Sitz in Amsterdam, Niederlande. Neben der Bereitstellung eines Virtual Private Networks bietet der Dienst auch ein Erkennungssystem für Datenlecks, eine private Suchfunktion, ein Antivirenprogramm sowie ein automatisiertes System zur Entfernung personenbezogener Daten.
Im Jahr 2021 fusionierte Surfshark mit Nord Security. Allerdings arbeiten beide Unternehmen nach wie vor unabhängig voneinander.
Der Hauptsitz von Surfshark befindet sich in den Niederlanden; weitere Niederlassungen gibt es in Litauen, Polen und Deutschland.

## Geschichte
Surfshark wurde 2018 mit der Einführung seiner ersten VPN-Anwendung für iOS-Geräte vorgestellt. Im Jahr 2018 wurden die Browser-Erweiterungen von Surfshark einer externen Prüfung durch das deutsche Cybersicherheits-Unternehmen Cure53 unterzogen.
2019 wurden Surfshark Alert und Surfshark Search auf den Markt gebracht; das Unternehmen trat auch in die Forschung ein. Gleichzeitig veröffentlichte es eine neue Studie über digitale Lebensqualität (DQL, digital quality of life).
Im Oktober 2019 wurde Surfshark als eines der ersten zehn VPN-Pakete mit einem offiziellen Gütesiegel des unabhängigen IT-Sicherheitsinstituts AV-TEST ausgezeichnet.
2020 stellte Surfshark vollständig auf RAM-only-Server um, führte WireGuard ein und wurde Gründungsmitglied der VPN Trust Initiative. Später im Jahr 2020 wurde Surfshark von CNN zum besten VPN für 2020 ernannt.
2021 erhielt Surfshark die Auszeichnung als bestes VPN von Trusted Reviews Awards. Im selben Jahr brachte Surfshark weitere Produkte wie Antivirus und Incogni auf den Markt. Surfshark wurde außerdem mit dem PCMag Editors Choice Award ausgezeichnet und hat eine externe Prüfung durch Cure53 erfolgreich bestanden.
Anfang 2022 fusionierte Surfshark mit Nord Security, der Muttergesellschaft von NordVPN, wobei beide Marken weiterhin unabhängig voneinander operieren.
Im August 2022 ging Surfshark eine exklusive Partnerschaft mit NetBlocks ein, einer Aufsichtsorganisation für digitale Rechte, um die Berichterstattung über Internet-Abschaltungen zu verbessern.
Später im Jahr 2022 reagierte Surfshark auf die Anordnung des CERT-In, wobei alle VPN-Unternehmen die persönlichen Verbraucherdaten für einen Zeitraum von fünf Jahren speichern müssen, und stellte den Betrieb seiner physischen Server in Indien ein. Im denselben Jahr brachte Surfshark ein weiteres Produkt – Surfshark Nexus – heraus, erreichte zusammen mit Nord Security den Unicorn-Status, veröffentlichte eine grafische Benutzeroberfläche für Linux, stellte 100 verschiedene Länder zur Server-Auswahl und wurde in die CNET-Liste der besten VPNs für 2022 aufgenommen.

## Funktionen
Surfshark bietet Anwendungen mit einer grafischen Benutzeroberfläche für iOS, macOS, Android, Windows und Linux an. Zudem gibt es Browser-Erweiterungen für Chrome, Firefox und Microsoft Edge. Surfshark ermöglicht auch VPN-Verbindungen für Router, Konsolen und Smart TVs.
Das Unternehmen akzeptiert anonyme Zahlungsmethoden, zudem gibt es keine Einschränkungen der Bandbreite. Surfshark setzt RAM-only-Server ein und operiert unter einer strengen No-Logs-Richtlinie. Für eine sichere Verbindung zu den VPN-Servern bietet Surfshark die Verbindungsprotokolle OpenVPN, IKEv2 und WireGuard an (für Anwendungen und zur manuellen Einrichtung).
Weitere Funktionen von Surfshark umfassen: Kill Switch, Pause VPN, Dynamic MultiHop (anpassbares Double VPN), Verschleierung, IP-Rotator, GPS-Spoofing, SmartDNS, und Bypasser (Split-Tunneling).
Zudem werden mit CleanWeb Werbe- und Malware-Blocker auf DNS-Ebene eingesetzt. Surfshark erlaubt außerdem unbegrenzte gleichzeitige Verbindungen.

## Technologie
Im Dezember 2019 implementierte Surfshark GPS-Spoofing für Android, wodurch es den Nutzern ermöglicht wurde, den physischen Standort ihres Geräts durch das Ersetzen durch einen der Server-Standorte zu verschleiern. In seinen Anwendungen nutzt Surfshark die Protokolle IKEv2 und OpenVPN. Sämtliche über Surfshark-Server übertragenen Daten werden mittels AES-256-GCM-Verschlüsselungsstandard verschlüsselt. Im selben Jahr wurden Surfshark Alert und Surfshark Search herausgebracht.
2021 veröffentlichte Surfshark weitere Zusatzprodukte wie Surfshark Antivirus und Incogni. Im selben Jahr brachte Surfshark auch einen Cookie-Pop-Up-Blocker, ein In-App-Benachrichtigungen, neue Browser-Erweiterungen sowie eine macOS-App auf den Markt und begann damit, ihre Server auf 10 Gbit/s umzustellen.
Im Februar 2022 stellte Surfshark die Surfshark Nexus-Technologie vor.
Im Mai 2022 kündigte Surfshark eine grafische Benutzeroberfläche für Linux an, fügte Echtzeitschutz zu Surfshark Antivirus und eine Pause-Funktion zur VPN-App hinzu.
Im August 2022 ergänzte Surfshark sein Sortiment um eine manuelle WireGuard-Verbindungsfunktion.

## Forschung
Im Jahr 2020 führte Surfshark eine Studie zur Bewertung der digitalen Lebensqualität (DQL, digital quality of life) und des Wohlbefindens von Online-Nutzern durch. Die Studie wird vierteljährlich aktualisiert und wählt die Länder aus, die in Bezug auf Erschwinglichkeit, Qualität, digitale Infrastruktur, Sicherheit und Regierung am besten abschneiden.
Neben der DQL-Forschung untersucht Surfshark auch die weltweite Zensur sozialer Medien, Internet-Abschaltungen und staatliche Überwachung. Neue Daten werden hinzugefügt, sobald die Internetverbindung in einem der Länder unterbrochen wird oder eine strenge staatliche Überwachung in die Privatsphäre der Internetnutzer eindringt.
Im Laufe der Jahre sammelte Surfshark Informationen über Internet-Regelungen, weltweite Datenschutzverletzungen oder Daten-Schwachstellen.

## Partnerschaften
Surfshark ist eines der Gründungsmitglieder der VPN Trust Initiative, die 2020 entstanden ist. Alle Mitglieder müssen die VTI-Prinzipien befolgen, die gewährleisten, dass die Mitgliedsunternehmen sicher, vertrauenswürdig und für ihre Nutzer transparent sind.
Im August 2022 schloss sich Surfshark mit einer Organisation zur Internetüberwachung zusammen – NetBlocks. Die Partnerschaft begann als eine natürliche Übereinstimmung der Visionen und gemeinsamen Ziele der Organisationen – das Bewusstsein für die weltweiten Internetausfälle und -störungen zu schärfen und mehr Wege zu finden, um Nachrichten darüber zu verbreiten.
2022 trat Surfshark der Global Encryption Coalition (GEC) bei, um starke Verschlüsselung zu fördern.
Surfshark hat auch mit The Internet Society zusammengearbeitet, um das Bewusstsein für Splinternet zu schärfen, und mit der Electronic Frontier Foundation (EFF), um Überwachungstechnologien zu thematisieren.

## Auszeichnungen
- VPN-Lösung des Jahres bei den CyberSecurity Breakthrough Awards 2022[26]
- CNet Editor's Choice Oktober '22[27]
- CanalTech Beliebtester VPN-Dienst 2022 (Brasilien)[28]
- PCWorld Geprüftes Produkt 2022 (Polen)[29]
- Surfshark Antivirus-Zertifizierung von Virus Bulletin[30]
- SourceForge Kategorieführer für Herbst 2022
- TechRadar Must-Have App fü Work from Home 2021[31]
- Trusted Bestes VPN für 2022[32]
- Cybersecurity Excellence Award Gold 2021[33]